# Bohuš Zoubek
Bohuš Zoubek (16. listopadu 1942 Brno – 18. září 2017 Brno) byl český hráč na lesní roh a hudební pedagog.

## Život
Po absolvování brněnské konzervatoře vystudoval v roce 1968 hru na lesní roh na Janáčkově akademii múzických umění (JAMU) v Brně u Františka Šolce. Od roku 1961 hrál ve Filharmonii Zlín. V roce 1968 získal čestné uznání 1. stupně na mezinárodní interpretační soutěži Pražského jara v oboru lesní roh. Po ukončení studií nastoupil v roce 1969 jako sólový hornista u Státní filharmonie Brno, kde působil do roku 1988. Byl spoluzakladatelem Divadla na provázku v roce 1968. Od roku 1973 do roku 1991 působil jako (spolu)zakládající člen kvinteta Q Moravi (Filharmonické kvinteto) a v letech 1976 až 1991 působil v kvartetu Brněnští hornisté. Mezi lety 1978 a 1990 byl odborným asistentem hry na lesní roh na JAMU v Brně (od roku 1988 vedoucí pedagog hry na lesní roh). V letech 1988 až 1998 působil jako vedoucí oddělení lesního rohu na brněnské konzervatoři. Byl členem správní rady Masarykovy univerzity a umělecké rady JAMU. V letech 1997 až 2007 stál v čele Filharmonie Brno. V letech 1999 až 2001 byl předsedou Asociace ředitelů českých symfonických orchestrů. Byl iniciátorem Mezinárodní interpretační soutěže Brno (od roku 1996) a spoluzakladatelem festivalu Špilberk (od roku 2000). V roce 2006 mu byla udělena stříbrná medaile JAMU v Brně za spolupráci mezi JAMU a Filharmonií Brno. V roce 2007 mu byla udělena Cena Ministerstva kultury ČR za přínos k rozvoji české kultury.